# Xenophora conchyliophora
Xenophora (Xenophora) conchyliophora is een slakkensoort uit de familie van de Xenophoridae. De wetenschappelijke naam van de soort is voor het eerst geldig gepubliceerd in 1780 door Born.